# اوبرا
اوبرا (به اسپانیایی: Oberá) شهری در کشور آرژانتین، استان میسیونس است که در سال ۲۰۰۹ میلادی، حدود ۵۱٬۵۰۳ نفر جمعیت داشته است.